# Libysk dinar
Libysk dinar (LD - Dinar libyen - Dschineh) är den valuta som används i Libyen i Afrika. Valutakoden är LYD. 1 Dinar = 100 grusch (till vardags) = 1000 dirham (officiellt).
Valutan infördes 1971 och ersatte det tidigare libyska pundet. 

## Användning
Valutan ges ut av Central Bank of Libya - CBL som ombildades 1956 och ersatte den tidigare Libyan Currency committee och har huvudkontoret i Tripoli.

## Valörer
- mynt: ¼ och ½ Dinars
- underenhet: 1, 5, 10, 20, 50 och 100 dirhams
- sedlar: ¼, ½, 1, 5, 10 och 20 LYD